# Отечественные певцы 1750—1917 (словарь)
Отечественные певцы — биографический словарь А. М. Пружанского, опубликованный в 1991 и 2000 годах. В словаре, состоящем из двух частей (первая часть от «А» до «П», вторая от «Р» до «Я»), собраны сведения о жизни и творчестве российских певцов с середины XVIII в. до 1917 года. Содержит свыше двух тысяч статей.
Со времени начала работы над словарём и до выхода первого тома издания прошло десять лет. Первый том увидел свет в 1991 году. Однако полное издание словаря потребовало ещё 9 лет; выход второго тома состоялся в 2000 году. В общей сложности словарь содержит более 2000 статей. Тираж каждого тома составил 25 000 экземпляров. Рецензенты: Е. Е. Нестеренко, Е. В. Образцова, Е. Я. Рацер, Г. И. Тиц. В 2008 году в электронной форме вышло 2-е, переработанное и дополненное издание словаря.

## Описание издания
- Пружанский А. М. Отечественные певцы 1750—1917: Словарь: В двух частях. Часть первая — М.: Советский композитор, 1991. — Т. 1. — 424 с. — 25000 экз. — ISBN 5-85285-151-5
- Пружанский А. М. Отечественные певцы 1750—1917 — М.: Композитор, 2000. — Т. 2. — 400 с.
- Пружанский А. М. Отечественные певцы. Изд. 2-е, исправленное и дополненное. М., 2008 (электронное издание).